# Liste de jeux Atari 7800
Ceci est la liste de tous les jeux sorti officiellement sur Atari 7800, triés alphabétiquement.
- Haut – A
- B
- C
- D
- E
- F
- G
- H
- I
- J
- K
- L
- M
- N
- O
- P
- Q
- R
- S
- T
- U
- V
- W
- X
- Y
- Z

## 0-9
- 32 in 1 (Atari)

## A
- Ace of Aces (Atari)
- Alien Brigade (Atari)
- Asteroids (Atari)

## B
- BallBlazer (Atari)
- Barnyard Blaster (Atari)
- Basketbrawl (Atari)

## C
- Centipede (Atari)
- Choplifter (Atari)
- Commando (Atari)
- Crack'ed (Atari)
- Crossbow (Atari)

## D
- Dark Chambers (Atari)
- Desert Falcon (Atari)
- Dig Dug (Atari)
- Donkey Kong (Atari)
- Donkey Kong Jr. (Atari)
- Double Dragon (Activision)

## F
- F-18 Hornet (Absolute)
- Fatal Run (Atari)
- Fight Night (Atari)
- Food Fight (Atari)

## G
- Galaga (Atari)

## H
- Hat Trick (Atari)

## I
- Ikari Warriors (Atari)
- Impossible Mission (Atari)

## J
- Jinks (Atari)
- Joust (Atari)

## K
- Karateka (Atari)
- Kung-Fu Master (Absolute)

## M
- Mario Bros. (Atari)
- Mat Mania Challenge (Atari)
- Mean 18 Ultimate Golf (Atari)
- Meltdown (Atari)
- Midnight Mutants (Atari)
- Motor Psycho (Atari)
- Ms. Pac-Man (Atari)

## N
- Ninja Golf (Atari)

## O
- One-On-One Basketball (Atari)

## P
- Pete Rose Baseball (Absolute)
- Planet Smashers (Atari)
- Pole Position II (Atari)

## R
- Rampage (Activision)
- Realsports Baseball (Atari)
- Robotron: 2084 (Atari)

## S
- Scrapyard Dog (Atari)
- Sentinel (Atari)
- Summer Games (Atari)
- Super Huey (Atari)
- Super Skateboardin' (Absolute)

## T
- Tank Command (Froggo)
- Title Match Pro Wrestling (Absolute)
- Tomcat: The F-14 Fighter Simulator (Absolute)
- Touchdown Football (Atari)
- Tower Toppler (Atari)

## W
- Water Ski (Froggo)
- Winter Games (Atari)

## X
- Xenophobe (Atari)
- Xevious (Atari)

## Z
- Haut – A
- B
- C
- D
- E
- F
- G
- H
- I
- J
- K
- L
- M
- N
- O
- P
- Q
- R
- S
- T
- U
- V
- W
- X
- Y
- Z